# Ribes lasianthum
Ribes lasianthum är en ripsväxtart som beskrevs av Edward Lee Greene. Ribes lasianthum ingår i släktet ripsar, och familjen ripsväxter. Inga underarter finns listade i Catalogue of Life.